# Jebsen Point
Jebsen Point är en udde i Antarktis. Den ligger i Sydorkneyöarna. Argentina och Storbritannien gör anspråk på området. Jebsen Point ligger på ön Signy.
Terrängen inåt land är kuperad åt nordost, men söderut är den platt. Trakten är obefolkad. Det finns inga samhällen i närheten. 